# Apaches de Chihuahua
Los Apaches de Chihuahua es un equipo profesional de la Liga de Básquetbol Estatal de Chihuahua.

## Estadio
Actualmente juegan en el Gimnasio Rodrigo M. Quevedo Rocha Moya.

## Jugadores

### Roster actual
| Apaches de Chihuhua Temporada 2025 |    |                           |                                          |
| C U E R P O T É C N I C O          |    |                           |                                          |
| Entrenador                         |    | Bandera de España         | Jordan Toledo Wright                     |
| Asistente                          |    | Bandera de México         | Jorge Valverde Hernández                 |
| Asistente                          |    | Bandera de México         | Jesús Sierra                             |
| J U G A D O R E S                  |    |                           |                                          |
| Escolta                            | 0  | Bandera de Estados Unidos | Karim Scott Rodríguez Carrasco           |
| Base                               | 1  | Bandera de México         | Leonardo Díaz Solís (Inactivo)           |
| Escolta                            | 4  | Bandera de México         | Jorge Iván Morales Villalobos (Inactivo) |
| Base                               | 5  | Bandera de Estados Unidos | Jamari Antione Wheeler                   |
| Alero                              | 6  | Bandera de Estados Unidos | Jimond Ray Ivey                          |
| Escolta                            | 7  | Bandera de México         | Juan Ángel Contreras Muro                |
| Alero                              | 8  | Bandera de México         | Luis Antonio Álvarez Montoya (Baja)      |
| Alero                              | 9  | Bandera de México         | Brayan Alejandro Martínez Campas         |
| Alero                              | 10 | Bandera de México         | Jorge Iván Morales Villalobos            |
| Ala-pívot                          | 12 | Bandera de México         | Héctor Humberto Hernández Gallegos       |
| Ala-Pívot                          | 17 | Bandera de México         | José Alejandro Lizárraga Valenzuela      |
| Pívot                              | 21 | Bandera de Estados Unidos | Makhi Ahkim Mitchell                     |
| Pívot                              | 28 | Bandera de México         | Irving Fernando Martínez Crespo          |
| Ala-pívot                          | 87 | Bandera de México         | Juan Pablo Baldenebro Véjar              |
| Alero                              | 99 | Bandera de México         | Sebastián Reynoso Jiménez                |
| = Capitán                          |    |                           |                                          |

 =  Cuenta con nacionalidad mexicana. 